# 1817 aux échecs
| Années des échecs : 1814 - 1815 - 1816 - 1817 - 1818 - 1819 - 1820    |
| Décennies des échecs : 1780 - 1790 - 1800 - 1810 - 1820 - 1830 - 1840 |

Cet article présente les faits marquants de l'année 1817 aux échecs.

## Divers
- * William Lewis, imprime « Oriental Chess », en deux volumes, le premier ouvrage portant sur les problèmes d’échecs imprimé en Angleterre[1].
- Création d’un premier club à Manchester, qui se réunira jusqu’en 1876[1].
- John Cazenove publie : A selection of curious and entertaining games at Chess, à Londres[1].
- William Stepford Kenny publie : Practical Chess Grammar[1].

## Naissances
- 21 juin : Adolph Schliemann, qui joue la defense qui porte son nom dans les années 1860[Note 1],[1].
- 10 octobre : Serafino Dubois, un des meilleurs joueurs italiens du milieu du XIXe siècle[1].